# Callitris sulcata
Callitris sulcata är en cypressväxtart som först beskrevs av Filippo Parlatore, och fick sitt nu gällande namn av Rudolf Schlechter. Callitris sulcata ingår i släktet Callitris och familjen cypressväxter. IUCN kategoriserar arten globalt som starkt hotad. Inga underarter finns listade i Catalogue of Life.